# Stade Feijenoord
Le stade Feijenoord, ou Stadion Feijenoord en néerlandais, communément appelé De Kuip (« La Bassine » ou « La Baignoire »), est un stade de football situé au sud de Rotterdam dans le quartier d'IJsselmonde.
Construit par le duo d'architectes Leendert van der Vlugt et Johannes Brinkman, adeptes du Nieuwe Bouwen, il n'est à l'origine constitué que de trois matériaux : l'acier, le béton et le verre. Érigé entre 1935 et 1936 à l'instigation du président du Feyenoord Rotterdam d'alors, Leen van Zandvliet, il est inauguré le 27 mars 1937. Le Stadion Feijenoord est considéré comme un stade emblématique de l'architecture moderne. Longtemps le plus grand stade des Pays-Bas, il est actuellement le deuxième plus grand stade néerlandais et l'un des plus connus du pays.
Feyenoord en est le club résident depuis son inauguration en 1937, à l'instar de l'équipe des Pays-Bas qui y joue des matchs à domicile depuis cette même année. D'autres équipes y ont aussi établi un temps domicile, comme Xerxes (1945-1946) ou le SVV lors de la saison 1990-1991. La finale de la coupe nationale des Pays-Bas, la KNVB Beker, se joue traditionnellement à De Kuip, et sans interruption depuis 1989.
L’enceinte peut accueillir 51 000 spectateurs, capacité abaissée à 47 500 pour les matchs de football.
Le site est desservi par la station de tramway éponyme et dispose de sa propre station de train, ouverte en 1937 et baptisée Rotterdam Stadion, desservie les jours de matchs par les NS.

## Nom et surnom
Le stade tire son nom, Stadion Feijenoord (« Stade Feijenoord »), du club à l'initiative de sa création, le Feyenoord Rotterdam. Lors de la création du stade le nom du club s'orthographie encore comme le nom du quartier de Feijenoord dont il est originaire. Mais le club est rebaptisé Feyenoord en 1973 par souci d'internationalisation. En néerlandais le digramme Ĳ peut s'écrire ij ou y, et les grandes lettres en acier devant le stade, où il est écrit en bas de casse dans une police linéale moderne « stadion feyenoord », n'utilisent pas la même graphie que le nom officiel du stade (Feĳenoord), et ce depuis 1937.
Le surnom majoritairement utilisé pour faire référence au stade est De Kuip, qui est même devenu le deuxième nom du stade par antonomase. Ce surnom fait référence à la forme atypique du stade et signifie « la bassine » ou « la baignoire » en français. C'est quand le stade est encore en construction que cette comparaison est pour la première fois faite et ce surnom donné. Dans le journal du club d'avril 1936 un poème titré Onze ‘Badkuip’ est écrit à propos du stade, où diverses analogies sont faites sur le thème de l'eau, les supporters y étant par exemple comparés à des geysers.

## Histoire

### Genèse du projet
À l'orée des années 1930, la direction de Feyenoord envisage de quitter le Kromme Zandweg, leur stade depuis 1917, qui s'avère être parfois insuffisant pour accueillir dans de bonnes conditions les nombreux supporters qui viennent assister aux matchs. Pour cette raison, les matchs les plus importants sont souvent délocalisés à Het Kasteel, le stade du Sparta au nord de la ville, ce qui occasionne des tensions avec les supporters de Feyenoord qui ne supportent pas ces délocalisations, comme lors du championnat final de 1931.
On nomme responsable du projet Jan Wils, l'architecte auteur en 1928 du stade olympique d'Amsterdam. Trois plans sont alors envisagés par le club : la construction d'un nouveau stade de 65 000 places au sud de l'actuel Kromme Zandweg, le remplacement du Kromme Zandweg par un stade de 25 à 30 000 places et un stade pouvant accueillir environ 30 000 personnes sur le polder de Varkenoord. Le journal local Rotterdamsch Nieuwsblad utilise ce désir de nouveau stade pour réaliser un poisson d'avril en 1932, où il est dit que le club veut bâtir un stade de 100 000 places assorti d'un immense parking ainsi que d'un aéroport pour « les supporters venant aux matchs en avion ».
Feyenoord se renseigne auprès des municipalités d'IJsselmonde et de Barendrecht pour construire le stade. Mais si les conseillers municipaux sont favorables à la construction d'un stade, ils sont néanmoins opposés à l'éventualité que des matchs y soient joués le dimanche, ce qui va à l'encontre de leurs convictions religieuses réformées, bloquant ainsi le projet pour un temps.

### Le projet
Le 8 mars 1933, le président de Feyenoord Leen van Zandvliet présente un premier projet aux membres du club, celui d'un stade avec une structure en fer et pouvant accueillir 30 à 35 000 personnes, localisé à l'angle de la Kreeweg et de la Dordtsestraatweg, vers le polder de Varkenoord. Ce projet devient une affaire politique importante à Rotterdam, ce qui oblige notamment la commune à intervenir pour arbitrer dans le projet en novembre 1933. Le 21 mars 1934, deux projets sont proposés aux membres du clubs : l'un à 1 100 000 florins pour un stade de 50 000 à 60 000 places et l'autre à 850 000 florins pour 25 000 à 30 000 personnes. Les membres votent alors majoritairement en faveur du projet le plus onéreux.
Ce projet continue alors de faire polémique, et maintenant qu'il est question d'un stade de 60 000 places, des personnes s'interrogent sur la viabilité d'un tel projet en raison de sa situation géographique et de la concurrence qui existera avec le stade olympique à Amsterdam. La nouvelle du nouveau stade est particulièrement mal comprise à Amsterdam où les journaux considèrent le projet comme fantaisiste, mais dans cette polémique seul De Telegraaf donne du crédit au projet de Feyenoord. Ces incertitudes et nombreuses polémiques provoquent le départ de Jan Wils chargé du projet depuis 1931.
En remplacement de Wils, les architectes rotterdamois Leendert van der Vlugt et Johannes Brinkman sont nommés. Ces deux architectes sont influencés par le fonctionnalisme et utilisent dans leurs créations les matériaux emblématiques de l'architecture moderne : l'acier, le verre et le béton. À ce moment, l'une de leur création récente est l'usine Van Nelle, construite quelques années plus tôt à Rotterdam, qui est très apprécie par la direction de Feyenoord.
Les architectes et des membres du club entament un voyage d'étude pour trouver de l'inspiration parmi les nouveaux stades qui ont pu être récemment construits en Europe. De ce voyage c'est la tribune ouest du stade d'Highbury érigée en 1932 qui plaît le plus et qui correspond également au projet de stade que Leen van Zandvliet aurait vu dans un rêve.

### Construction
Un pas de plus est fait dans la construction du stade le 30 avril 1935 quand le gouvernement autorise la société par actions Stadion Feijenoord N.V. à être créée. Le 21 mai 1935, la société est fondée et les obligations ainsi que les actions sont mises en ventes, Feyenoord prenant possession de la moitié des actions.
Le premier poteau du stade est planté le 16 septembre 1935 par le capitaine de l'équipe, Puck van Heel, alors que le bourgmestre de Rotterdam, Pieter Droogleever Fortuyn, appose la première membrure le 4 novembre.
Il faut attendre le mois d'août pour que les travaux démarrent véritablement. L'érection de la structure elliptique en acier, constitué de 575 poteaux et de 120 membrures, du stade commence alors. Les tribunes sont sur deux étages sans aucun poteau obstruant la vue, à l'image du Yankee Stadium à New-York, un stade qui était d'ailleurs une source d'inspiration pour ce chantier, les architectes ayant obtenu une photo du stade lors de leurs recherches. Les éléments porteurs et les escaliers d'accès sont rejetés en périphérie de l'enceinte, l'étage supérieur des tribunes est construit avec un porte-à-faux important.
Le chantier qui mobilise 200 ouvriers prend fin le 23 juillet 1936. Néanmoins il faut attendre encore plusieurs mois avant de pouvoir l'inaugurer officiellement, des problèmes d'aménagement urbains en ce qui concernent les routes et le parking empêchent la tenue d'un match dans la nouvelle enceinte.
Pendant cette période de calme et d'attente, Van Zandvliet en profite pour s'assurer que la structure tiendra sous le poids de la foule de supporters qui remplira les gradins lors de l'ouverture du stade. Pour ce faire, il rassemble 1 500 matelots et chômeurs le 15 octobre 1936. Il leur demande de sauter et de se comporter comme des supporters afin de voir comment la tribune réagit.

### Inauguration
Une fois les financements et accords trouvé pour aménager notamment le parking à côté du stade, l'organisation du match d'inauguration commence. Feyenoord veut inviter Arsenal FC pour ce match, comme Highbury a été une source d'inspiration pour De Kuip, mais les Anglais bien que volontaires pour venir jouer ce match ne peuvent pas se déplacer en raison d'un calendrier chargé,.
Finalement c'est l'équipe Belge de Beerschot qui est invitée à disputer le match d'inauguration, le 27 mars 1937. À cette occasion une grande cérémonie est organisée et plusieurs athlètes du clubs rejoignent le stade en portant le drapeau du club depuis le Kromme Zandweg. Le bourgmestre donne le coup d'envoi du match qui se termine sur le score de 5 à 2 en faveur de Feyenoord. Le premier but du match (et donc du stade) est marqué par Leen Vente devant les 38 000 spectateurs présents pour l'occasion.

## Caractéristiques architecturales

### Capacité
À son ouverture, le stade peut accueillir jusqu'à 65 000 spectateurs. Dans les années 1960, cette capacité est de 63 700 spectateurs, qui peut être portée à 65 700 places par l'ajout d'une tribune provisoire. À la fin des années 1970, les tribunes tubulaires derrière les buts sont retirées, et la capacité du stade est abaissée à 57 000 places. Cette capacité est abaissée à 51 000 places à l'issue de la rénovation de 1994. À partir des années 2010, la capacité officielle est de 50 000 personnes pour les événements comme les concerts, et 47 500 personnes pour les matchs de football.

### Améliorations et rénovations

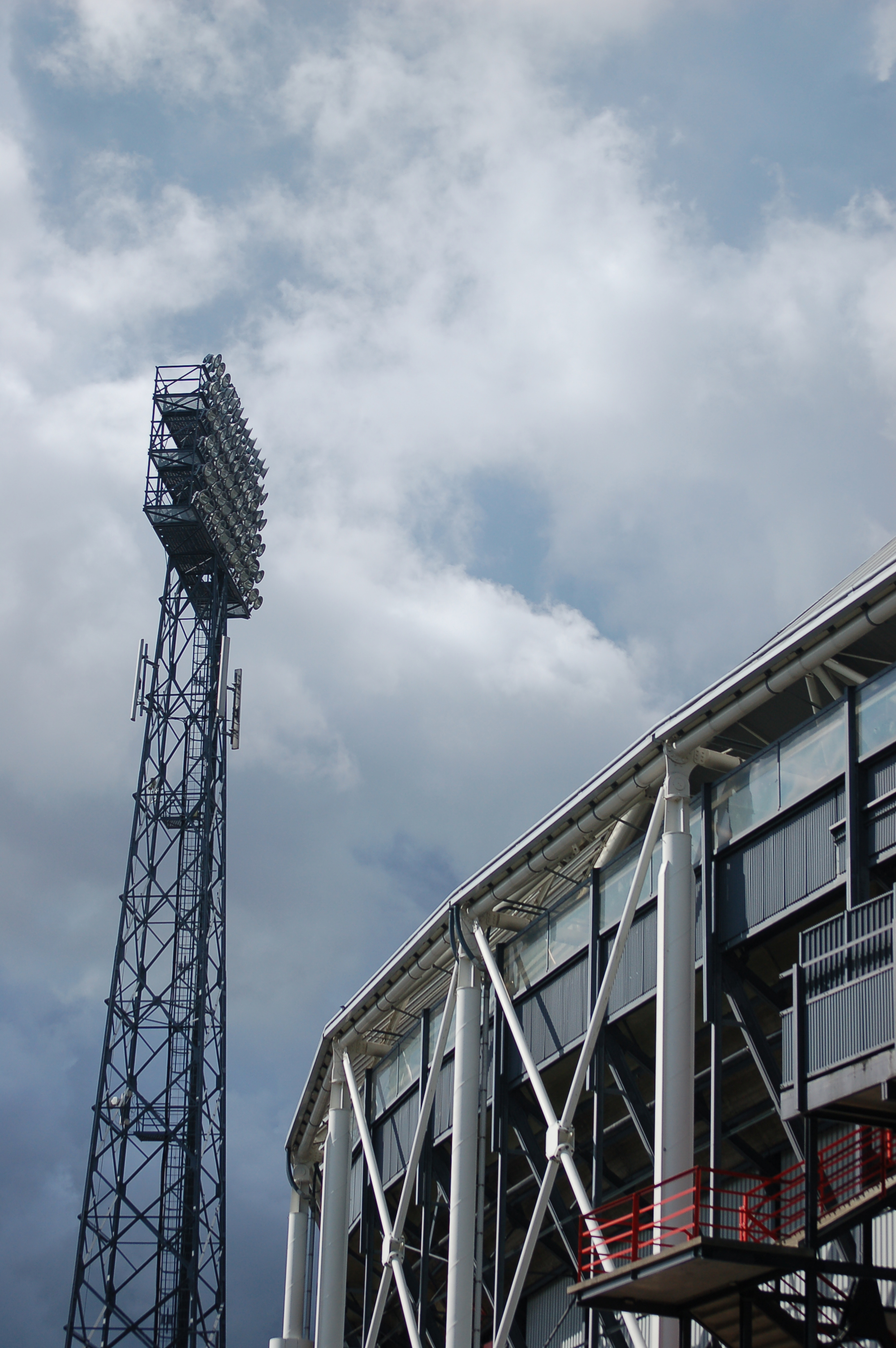
L'un des mâts de projecteurs.

Un système d'éclairage composé de quatre mâts de 52 m de hauteur, où chaque panneau de projecteurs fait 6 × 6 m, est installé en 1957. Le coût de ce chantier est de 600 000 florins. Pour l'inauguration, les Bolton Wanderers sont invités à affronter Feyenoord le 27 novembre 1957.
Un tunnel de 27 m de long, 2 m de large et 2,35 m de haut est construit en 1961 pour permettre aux joueurs et aux arbitres d'accéder en toute sécurité au terrain depuis les vestiaires situés sous l'Olympiatribune. Le tunnel est construit en réaction à des incidents ayant eu lieu en marge du derby de Rotterdam en 1959 et d'un match contre VVV en 1960.
Dans les années 1980, une tribune fermée par une grande paroie de plastique est construite dans la tribune officielle d'alors (Olympiatribune). En raison de la mauvaise réalisation de celle-ci et des vibrations du stade qui la dégradent, elle est démontée quelques années plus tard.
La rénovation ayant lieu en 1994 est menée par les bureaux d'architectes Broekbakema et Zwarts & Jansma. Un nouveau toit fait de plaques d'aluminium et de matières synthétiques, reprenant l'inclinaison des tribunes, est installé pour couvrir toute la surface des tribunes en béton, qui ne comportent désormais plus que des places assises. Des nouvelles tribunes tubulaires sont installées entre ces tribunes et le terrain. La tribune officielle change aussi de côté passant de l’Olympiatribune à la Maastribune où des loges sont construites. Un bâtiment supplémentaire, abritant des bureaux où siège le club, un musée, ainsi qu'une brasserie, est construit parallèlement à cette tribune latérale, ce bâtiment s'appelle le Maasgebouw. Ce projet a reçu deux prix en 1995 et 1996.
En 2019, le secteur du stade appelé Vak S redevient une tribune debout avec le remplacement des sièges de la rénovation de 1994 par des rail seats.

### Œuvres d'art
La société gérante du stade Feijenoord veut dès sa construction mettre en avant des œuvres d'art dans l'édifice et s'organise aussi pour soutenir des artistes locaux afin de leur acheter des œuvres en vue de décorer les différentes salles du nouveau bâtiment. Différentes œuvres y sont donc présentes.
Des peintures murales sont commandées pour décorer plusieurs salles, ainsi que des vitraux. Ces imposants vitraux vont de pair avec la place accordée au verre dans la construction du stade : des baies vitrées sont installées tout autour entre les étages des tribunes en béton jusqu'à la fin des années 1970. Ces différents vitraux se trouvent du côté de l'Olympiatribune, où se situait l'ancienne tribune officielle, ainsi que du côté de la Maastribune. C'est là qu'ils ornent depuis 1937 les différentes salles qui y sont présentes. Certains sont l'œuvre de l'artiste-vitrailliste néerlandais Everardus Cornelis, d'autres ont été offerts par exemple par le journal local le Rotterdams Nieuwsblad. Enfin, en 1973, la municipalité de Rotterdam commissionne l'artiste rotterdamois Cor Kraat pour réaliser un vitrail abstrait surplombant l'entrée de l'ancienne tribune officielle. C'est Feyenoord qui suggère l'idée du vitrail à la commune, qui veut récompenser Feyenoord  depuis 1971 pour ses succès sportifs. Cette œuvre coûte 85 000 florins.
Une statue de Henk Chabot est présente en dessous la Maastribune. Cette statue en béton représentant un joueur de football en action est baptisée De Voetballer (« Le Footballeur »). Elle est présentée officiellement le 10 mars 1937 par l'artiste et le président du club Leen van Zandvliet. Elle constitue un cadeau des membres du club au club, puisque son coût de réalisation de 300 florins a été intégralement financé par les membres de Feyenoord. En raison de la silhouette particulière du joueur, elle a acquis le surnom de Manus Gorilla.
En 2009, une statue de l'ancienne vedette du club, Coen Moulijn, est inaugurée sur le parvis du stade. Il s'agit d'une statue de bronze réalisée par l'artiste Tom Waakop Reijers, originaire du quartier de Oude Noorden à Rotterdam. En 2013, à la suite d'actes de vandalisme, elle est déménagée en face du Maasgebouw de l'autre côté du stade.
Une statue, baptisée De Zaaier (« Le Semeur »), est érigée à l'intérieur du stade en 1945, entre le carré des officiels dans l'Olympiatribune et le terrain. Elle mesure 2,80 m et sert à commémorer les victimes liées au monde du sport lors de la Seconde Guerre mondiale,. En raison d'un problème administratif, la statue est saisie par le ministère de la culture en 1948 et perdue par la suite. En 1952, une plaque commémorative est apposée dans la tribune en remplacement de la statue, faisant mention des victimes de la razzia de Rotterdam,. Une autre plaque commémore particulièrement les membres du club morts pendant cette guerre.

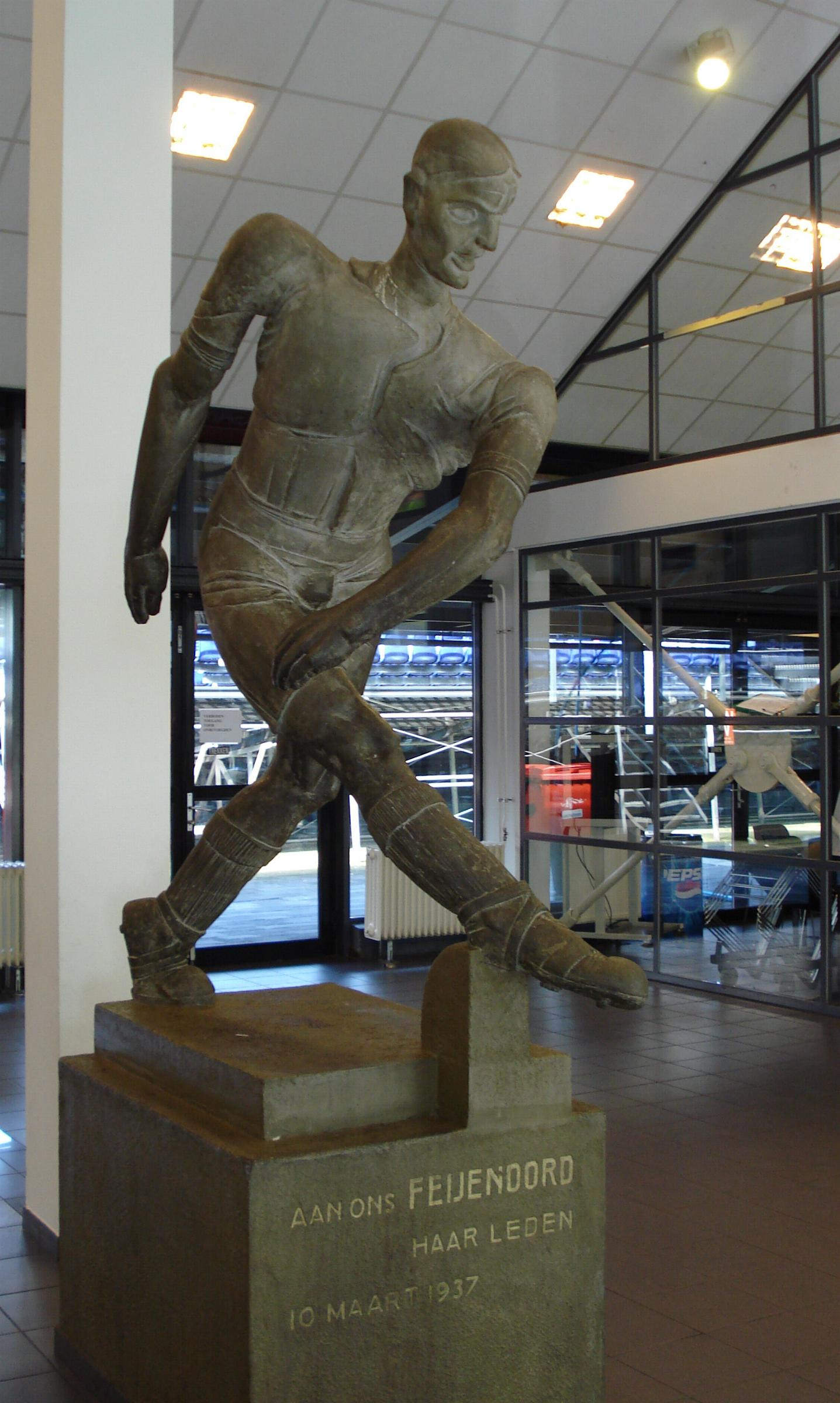
De Voetballer (1937), de Henk Chabot.
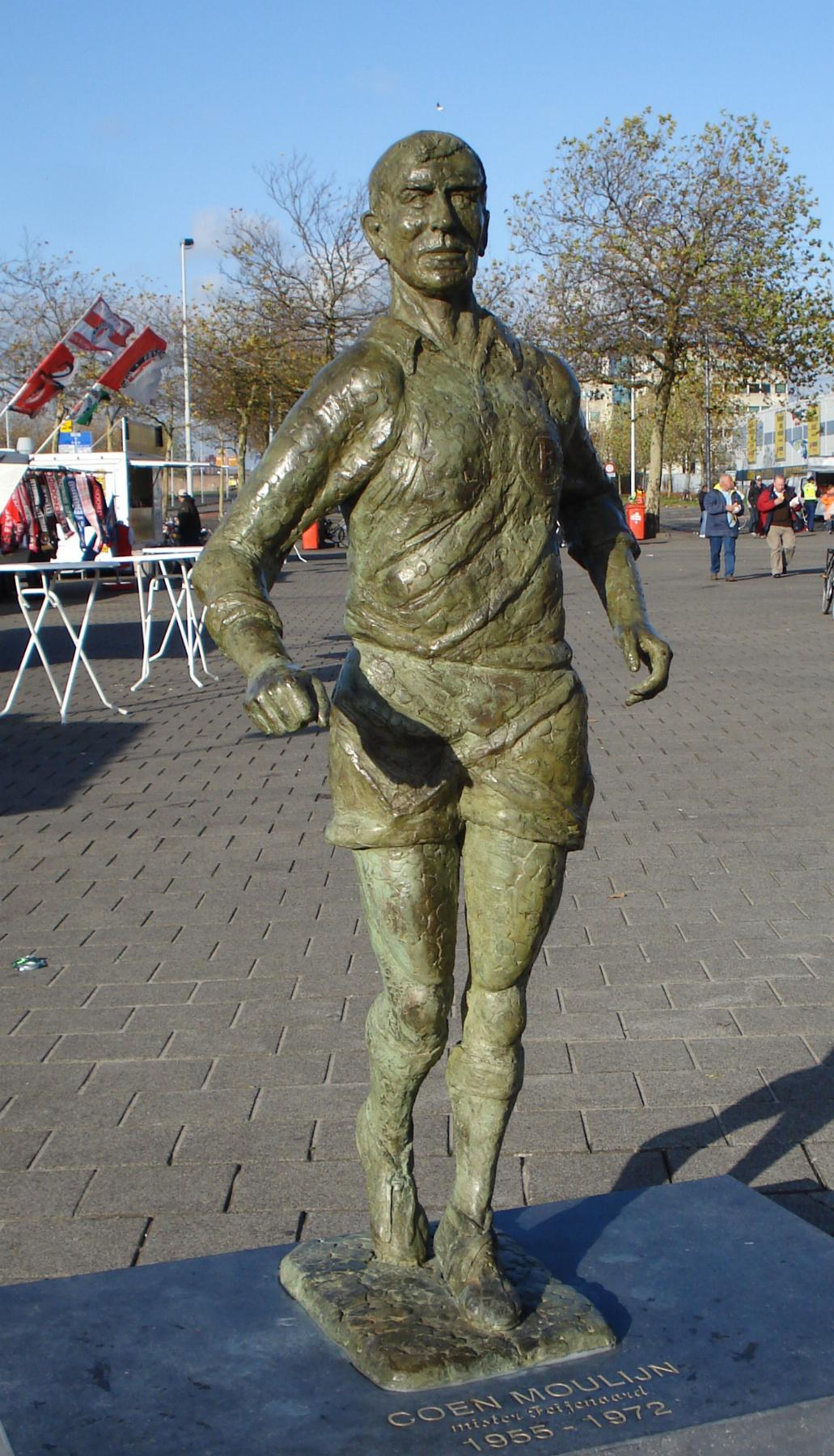
Coen Moulijn (2009), de Tom Waakop Reijers.

## Propriétaires et gestion
Depuis 1937, le stade est géré par une naamloze vennootschap, ayant émis 2 000 actions. Ces actions permettent seulement d'obtenir des dividendes en nature, puisque chaque actionnaire à accès à tous les matchs de Feyenoord ayant lieu au stade, à l'exception des finales de coupe des Pays-Bas.
Ces actions sont historiquement réparties entre des supporters et le club amateur du Feyenoord Rotterdam, le Sportclub Feyenoord, qui a conservé la propriété des actions lors de la séparation de Feyenoord en deux entités (professionnelle et amateure) dans les années 1970. 47% des actions sont donc détenues par des actionnaires individuels, et les 53% des actions qui étaient la propriété du Sportclub ont été cédées en 2019 à une entité créée pour promouvoir la construction d'un nouveau stade, la Stichting Kromme Zandweg. Les actionnaires nomment ensemble le directeur du stade mais dans les faits comme Feyenoord a toujours été, directement ou indirectement, actionnaire majoritaire, le directeur est appointé par ses soins.

## Affluences

### Records d'affluences
C'est le 4 juin 1949 que le plus de personnes se sont déplacés pour un match de football à De Kuip. Ce jour-là, le SVV reçoit le SC Heerenveen dans le cadre du tournoi final sacrant le champion des Pays-Bas. Une forte affluence est envisagée en amont de la rencontre et 13 000 places supplémentaires sont aménagées. Le reportage d'actualité contemporain au match fait état de 66 000 spectateurs mais une affluence entre 67 000 et 69 000 est considérée selon d'autres sources.
Le record d'affluence pour un match de Feyenoord à De Kuip a lieu le 22 décembre 1968, lors d'une victoire 3 à 0 face au FC Twente. Une tribune spéciale pouvant contenir 2 000 personnes est mise en place spécialement pour cette occasion et 65 427 spectateurs viennent assister à la rencontre.

### Affluences moyennes par saison du Feyenoord Rotterdam
Depuis son inauguration en 1937, Feyenoord y joue ses matchs à domicile.

## Événements

### Événements culturels
En 1955, le stade était rempli pour une réunion d'évangélisation avec le prédicateur Billy Graham venant des Etats-Unis. De Kuip a également abrité de nombreux concerts, parmi les artistes qui s'y sont produits on peut citer entre autres Bob Dylan et Eric Clapton en 1978, les Rolling Stones en 1982, puis lors des tournées des années 1990 et 2000, David Bowie en 1983 et 1987, U2 en 1987, 1993 et 1997, Madonna en 1987 et 1990, Pink Floyd en 1988 et 1994, Michael Jackson en 1988 et 1992, Dire Straits en 1992 ou Bruce Springsteen en 1985.

### Compétitions nationales
Les finales de la coupe des Pays-Bas se tiennent au Kuip sans interruption depuis 1989. Si les finales se jouaient parfois devant un stade clairsemé, c'est avec les quatre victoires de Feyenoord dans les années 1990 (1991, 1992, 1994, 1995) qui évoluait devant son public, et à guichet fermé, que la finale de la coupe à De Kuip acquiert une certaine reconnaissance pour son ambiance en tribune, accentué par l'atmosphère créée par les supporters de Heerenveen en 1993 face à l'Ajax.

### Finales de coupe d'Europe

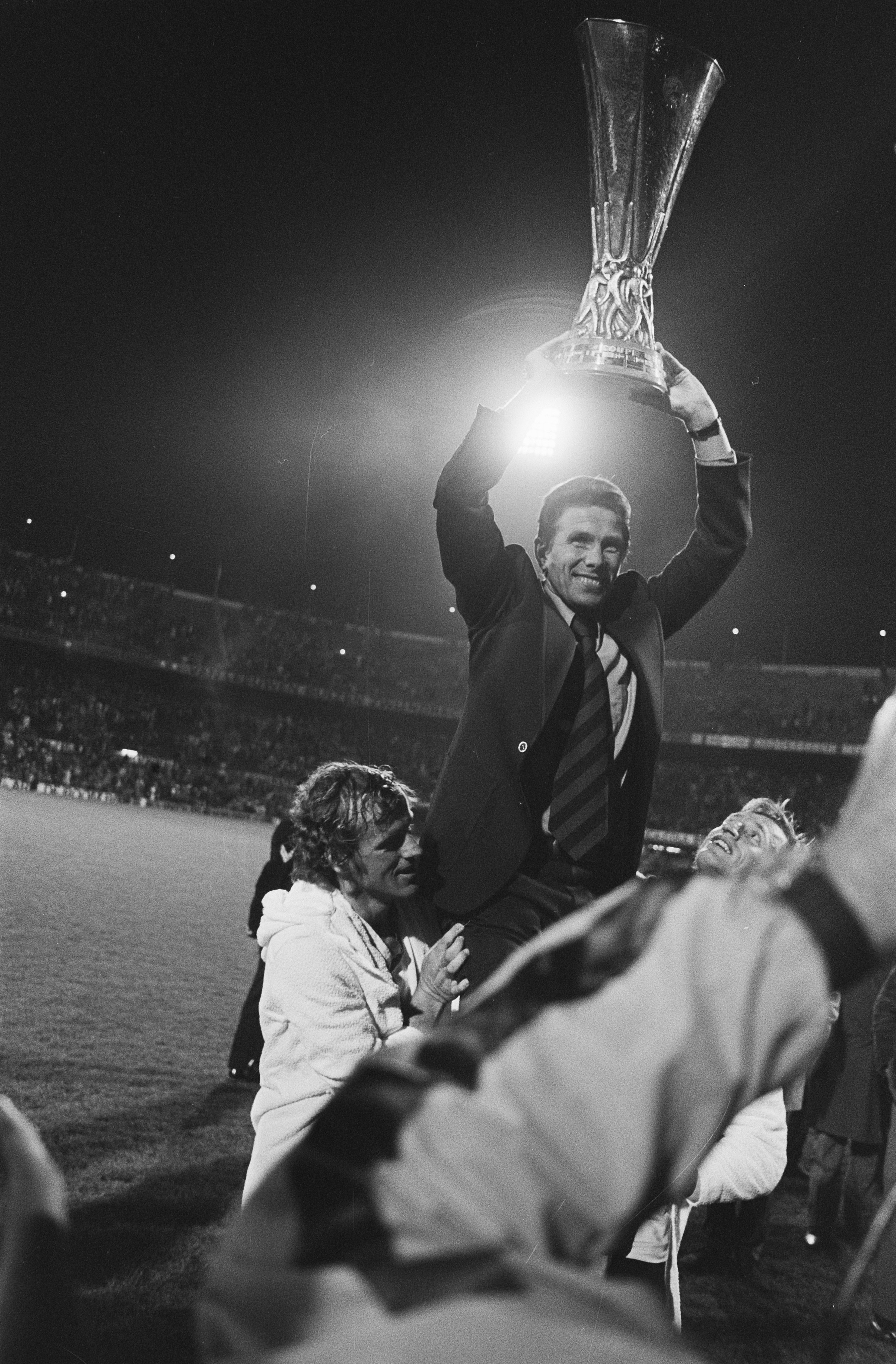
L'entraîneur de Feyenoord sur les épaules de ses joueurs à l'issue de la finale de 1974.

Le stade Feijenoord accueille sa première finale européenne le 15 mai 1963 lorsque Tottenham s'impose 5 à 1 face à l'Atlético Madrid en finale de la coupe des vainqueurs de coupes devant près de 49 000 spectateurs. Neuf autres finales de coupes européennes y ont été également disputées. Le Feyenoord Rotterdam a la particularité d'avoir joué et remporté deux de ces finales : la première en 1974 face à Tottenham, lors de la finale retour de la coupe UEFA qui est l'occasion de faits de hooliganisme déclenchés par les supporters anglais ; et la deuxième en 2002 face au Borussia Dortmund.
Les dix finales européennes disputées au Feyenoord Stadion :
- 1963 : Tottenham - Atlético Madrid (coupe des coupes)
- 1968 : AC Milan - Hambourg SV (coupe des coupes)
- 1972 : Ajax Amsterdam - Inter Milan (coupe des champions)
- 1974 : Feyenoord - Tottenham Hotspur (coupe UEFA, match retour)
- 1974 : 1.FC Magdebourg - AC Milan (coupe des coupes)
- 1982 : Aston Villa - Bayern Munich (coupe des champions)
- 1985 : Everton - Rapid Vienne (coupe des coupes)
- 1991 : Manchester United - FC Barcelone (coupe des coupes)
- 1997 : FC Barcelone - Paris Saint Germain (coupe des coupes)
- 2002 : Feyenoord - Borussia Dortmund (coupe UEFA)

### Euro 2000
Cinq rencontres se sont déroulées au stade Feijenoord durant l'Euro 2000, dont deux matchs de l'équipe des Pays-Bas qui s'y est imposée face au Danemark et à la Yougoslavie. La finale du 2 juillet 2000 se tient également à De Kuip. L'équipe de France y est sacrée championne d'Europe aux dépens de l'Italie à l'issue de la prolongation.

### Ligue des nations de l'UEFA 2022-2023
En 2023, deux des quatre matches de la phase finale de la Ligue des nations de l'UEFA 2022-2023 ont lieu au Stade Feijenoord : la demi-finale opposant les Pays-Bas à la Croatie le 14 juin et la finale Croatie-Espagne le 18 juin.